# Craig Gill
Craig Douglas Gill (Salford, North West, Reino Unido, 5 de diciembre de 1971-22 de noviembre de 2016) fue un músico y DJ británico.
Gill comenzó realizando giras musicales en los alrededores de Manchester. Miembro fundador y batería del grupo Inspiral Carpets. Fue coautor del libro The Manchester Musical History Tour.
Falleció el 22 de noviembre de 2016, a los 44 años de edad.